# Ubbidirò
Ubbidirò è un brano musicale del cantautore italiano Biagio Antonacci, il quinto estratto dall'undicesimo album in studio Inaspettata e pubblicato il 25 marzo 2011.

## La canzone
Il brano figura il featuring del gruppo musicale rap Club Dogo. "Ubbidirò" è un brano in cui si riconoscono suoni insoliti e forti contaminazioni hip hop, tutto questo grazie all'utilizzo di chitarre elettriche oltre che acustiche, synth, cori e soprattutto alla partecipazione dei Club Dogo, che accompagnano Biagio Antonacci nell'interpretazione di questo pezzo che il cantautore ha prodotto e arrangiato con la collaborazione del giovane Guido Style.

## Video musicale
Il videoclip prodotto per Ubbidirò è stato girato da Gianluca Calu Montesano che in passato ha già diretto alcuni video dei Club Dogo. Nel video Biagio Antonacci gira tra le vie di Milano, a bordo di un taxi modello Fiat 600 Multipla. Il video di Ubbidirò è stato reso visibile in anteprima su MSN il 7 aprile 2011.

## Tracce
1. Ubbidirò – 4:12
2. Ubbidirò (Radio Edit) – 3:42
3. Ubbidirò (Dogozilla Remix) – 3:59
4. Ubbidirò (DNC Remix) – 4:43